# Bigadiç
Bigadiç ist eine Stadt im gleichnamigen Landkreis der türkischen Provinz Balıkesir und gleichzeitig ein Stadtbezirk der 2012 geschaffenen Büyükşehir belediyesi Balıkesir (Großstadtgemeinde/Metropolprovinz). Die Stadt liegt etwa 35 Kilometer südöstlich vom Zentrum Balıkesirs. Seit einer Gebietsreform 2012 ist die Kreisstadt flächen- und einwohnermäßig identisch mit dem Landkreis. Laut Stadtlogo erhielt Bigadiç schon 1810 den Status einer Belediye.
Ende 2012 bestand der Kreis aus Bigadiç (9 Mahalles) sowie aus der Belediye İskeleköy (bis 2010: İskele, 5 Mahalles). Letztere wurde nach der Verwaltungsreform in Mahalles überführt. Auch die 69 Dörfer in den ** Bucak Çağış (9), Merkez (36) und Yağcılar (24) wurden in Mahalles umgewandelt.
Der Landkreis liegt im Osten der Provinz. Er grenzt im Norden an Kepsut, im Nordosten an Dursunbey, im Süden an Sındırgı und im Westen an den zentralen Landkreis. Durch die Stadt verläuft die Straße D 555 von Balıkesir nach Sındırgı. Die Stadt liegt am Westhang des Gebirgszuges Alacam Dağı, auch Ulus Dağı genannt, westlich der Stadt fließt der Simav Çayı, der antike Makestos. Etwa zehn Kilometer nordöstlich von Bigadiç liegt der Stausee Çamköy Barajı.
Im Landkreis gibt es umfangreiche Lagerstätten, in denen Bor gewonnen wird.